# Região de Turismo dos Templários (Floresta Central e Albufeiras)
A Região de Turismo dos Templários (Floresta Central e Albufeiras) constituiu uma das regiões de turismo de Portugal, que existiu entre 1985 e 2013. Tinha a sua sede em Tomar.
Compreendia, inicialmente, os municípios de Mação, Oleiros, Proença-a-Nova, Sertã, Tomar e Vila de Rei. A sua área foi entretanto alargada, por diversas vezes, passando também a compreender os municípios de Torres Novas em 1987, de Vila Nova da Barquinha em 1988 e do Entroncamento em 1990.
A sua designação referia-se aos cavaleiros templários cuja sede em Portugal, bem como vários dos seus castelos e outros domínios se situavam na área daquela região de turismo. Tem também referências a outros marcos turísticos notáveis da região, nomeadamente a Albufeira de Castelo de Bode e outras albufeiras da bacia do rio Zêzere, bem como à sua extensa área florestal, conhecida por Floresta Central por ali se situar o centro geodésico de Portugal Continental. 
Em 2013, as regiões de turismo de Portugal Continental foram extintas, passando as respetivas funções para as então criadas entidades regionais de turismo, cujas áreas de atuação coincidem com as NUTS II. O território da antiga Região de Turismo dos Templários (Floresta Central e Albufeiras) está hoje integrado na área de atuação da entidade Turismo do Centro de Portugal, a qual corresponde à Região do Centro.